# Fridrik od Luksemburga
Fridrik od Luksemburga (965. – 6. listopada 1019.) bio je grof Moselgaua; sin Siegfrieda, grofa Ardena i Hedvige od Nordgaua.
Sa ženom čije je ime nepoznato (prema nekim povjesničarima, to je bila Ermentruda, grofica Gleiberga), Fridrik je imao djecu:
- Henrik VII., vojvoda Bavarske († 1047.)
- Fridrik, vojvoda Donje Lotaringije (1003. – 1065.)
- Giselbert od Luksemburga — grof Longwyja, Salma i Luksemburga
- Adalberon III. od Luksemburga († 1072.), biskup Metza
- Thierry od Luksemburga, koji je imao sljedeću djecu:
  - Thierry († 1075.)
  - Henrik, grof Lorene († 1095.)
  - Poppon od Metza († 1103.), biskup Metza
- Ogiva od Luksemburga († 1036.), supruga Balduina IV., grofa Flandrije[1]
- Imiza od Luksemburga, žena Welfa II. od Altdorfa, grofa Lechraina
- Oda od Luksemburga – časna sestra
- Gizela, žena Radulfa, grofa Aalsta te majka Gilberta od Genta